# Личный чемпионат СССР по спидвею на льду
Личный чемпионат СССР по спидвею на льду в классе мотоциклов 500 куб. см (ЛЧСССР по мотогонкам на льду) — соревнование среди лучших ледовых спидвейных гонщиков СССР. В 1992 г. чемпионат имел статус Чемпионата СНГ.

## Медалисты
| Сезон | Финал                   | Чемпион СССР                     | Серебряный призёр               | Бронзовый призёр                 |
| 1960  | ?                       | Фарит Шайнуров (Уфа)             | Леонид Шадрин (Ижевск)          | Георгий Плешаков (Москва)        |
| 1961  | ?                       | Борис Самородов (Уфа)            | Евгений Константинов (Уфа)      | Фарит Шайнуров (Уфа)             |
| 1962  | ?                       | Борис Самородов (Уфа)            | Юрий Дудорин (Уфа)              | Фарит Шайнуров (Уфа)             |
| 1963  | ?                       | Борис Самородов (Уфа)            | Виктор Кузнецов (Москва)        | Всеволод Нерытов (Москва)        |
| 1964  | ?                       | Габдрахман Кадыров (Уфа)         | Вячеслав Дубинин (Уфа)          | Юрий Дудорин (Уфа)               |
| 1965  | ?                       | Виктор Кузнецов (Москва)         | Юрий Дудорин (Уфа)              | Борис Самородов (Уфа)            |
| 1966  | ?                       | Юрий Чекранов (Уфа)              | Габдрахман Кадыров (Уфа)        | Фарит Шайнуров (Уфа)             |
| 1967  | ?                       | Борис Самородов (Уфа)            | Габдрахман Кадыров (Уфа)        | Вячеслав Дубинин (Новосибирск)   |
| 1968  | ?                       | Владимир Цыбров (Луховицы)       | Юрий Ломбоцкий (Ленинград)      | Юрий Дубинин (Новосибирск)       |
| 1969  | ?                       | Габдрахман Кадыров (Уфа)         | Владимир Цыбров (Луховицы)      | Борис Самородов (Уфа)            |
| 1970  | Стерлитамак Салават Уфа | Габдрахман Кадыров (Уфа)         | Валерий Катюжанский (Ленинград) | Владимир Чекушев (Москва)        |
| 1971  | Ленинград Москва        | Владимир Цыбров (Луховицы)       | Александр Щербаков (Луховицы)   | Владимир Пазников (Новосибирск)  |
| 1972  | Куйбышев                | Владимир Пазников (Новосибирск)  | Владимир Леонов (Ленинград)     | Анатолий Сухов (Уфа)             |
| 1973  | Куйбышев                | Владимир Чапало (Стерлитамак)    | Вячеслав Дубинин (Новосибирск)  | Владимир Пазников (Новосибирск)  |
| 1974  | Новосибирск             | Сергей Тарабанько (Новосибирск)  | Владимир Цыбров (Луховицы)      | Александр Ивченко (Новосибирск)  |
| 1975  | Москва                  | Сергей Тарабанько (Новосибирск)  | Валерий Распопин (Новосибирск)  | Вячеслав Дубинин (Новосибирск)   |
| 1976  | Уфа                     | Виктор Кузнецов (Новосибирск)    | Вячеслав Дубинин (Новосибирск)  | Анатолий Бондаренко (Тольятти)   |
| 1977  | Новосибирск             | Анатолий Бондаренко (Тольятти)   | Александр Щербаков (Луховицы)   | Владимир Чапало (Стерлитамак)    |
| 1978  | Новосибирск             | Александр Смышляев (Новосибирск) | Сергей Тарабанько (Новосибирск) | Владимир Любич (Видное)          |
| 1979  | Куйбышев                | Анатолий Бондаренко (Тольятти)   | Николай Бондаренко (Тольятти)   | Сергей Яровой (Чита)             |
| 1980  | Москва                  | Анатолий Бондаренко (Тольятти)   | Сергей Тарабанько (Новосибирск) | Владимир Сухов (Жуковский)       |
| 1981  | Куйбышев                | Анатолий Бондаренко (Тольятти)   | Владимир Любич (Видное)         | Сергей Казаков (Уссурийск)       |
| 1982  | Тольятти                | Сергей Казаков (Уссурийск)       | Анатолий Бондаренко (Тольятти)  | Александр Смышляев (Новосибирск) |
| 1983  | Новосибирск             | Владимир Сухов (Жуковский)       | Сергей Казаков (Уссурийск)      | Александр Смышляев (Новосибирск) |
| 1984  | Новосибирск             | Юрий Иванов (Красноярск)         | Юрий Смирнов (Жуковский)        | Василий Копташкин (Видное)       |
| 1985  | Нижний Тагил            | Николай Корнев (Уфа)             | Виталий Русских (Москва)        | Сергей Иванов (Красноярск)       |
| 1986  | Тольятти                | Владимир Сухов (Жуковский)       | Андрей Иванов (Уссурийск)       | Виталий Русских (Москва)         |
| 1987  | Устинов                 | Сергей Иванов (Красноярск)       | Александр Московка (Москва)     | Василий Афанасьев (Уссурийск)    |
| 1988  | Уфа                     | Николай Нищенко (Чита)           | Сергей Казаков (Уссурийск)      | Юрий Иванов (Красноярск)         |
| 1989  | Москва                  | Олег Хомич (Ленинград)           | Николай Нищенко (Чита)          | Виталий Русских (Москва)         |
| 1990  | Саранск                 | Николай Нищенко (Москва)         | Сергей Казаков (Уссурийск)      | Владимир Сухов (Егорьевск)       |
| 1991  | Красноярск              | Станислав Кузнецов (Кемерово)    | Олег Хомич (Волковыск)          | Сергей Иванов (Красноярск)       |
| 1992  | Глазов                  | Игорь Яковлев (Ижевск)           | Александр Балашов (Москва)      | Сергей Иванов (Красноярск)       |

## Статистика
- Наибольшее количество раз (4) чемпионом СССР становились Борис Самородов (1961—1963 и 1967) и Анатолий Бондаренко  (1977 и 1979—1981).

- Лидером по общему количеству медалей (6) являются Борис Самородов (4+0+2) и Анатолий Бондаренко  (4+1+1).

- 4 гонщикам удавалось выигрывать чемпионат СССР и в классическом, и в ледовом спидвее: Фарит Шайнуров (1959, 1966/1960), Борис Самородов (1962, 1964/1961—1963, 1967), Владимир Пазников (1972/1972), Виктор Кузнецов (1985/1976).

## Медальный зачёт
| Позиция | Город       | Gold | Silver | Bronze | Всего |
| ------- | ----------- | ---- | ------ | ------ | ----- |
| 1.      | Уфа         | 10   | 6      | 7      | 23    |
| 2.      | Новосибирск | 5    | 5      | 8      | 18    |
| 3.      | Тольятти    | 4    | 2      | 1      | 7     |
| 4.      | Москва      | 2    | 4      | 5      | 11    |
| 5.      | Луховицы    | 2    | 4      |        | 6     |
| 6.      | Жуковский   | 2    | 1      | 1      | 4     |
| 7.      | Красноярск  | 2    |        | 4      | 6     |
| 8.      | Уссурийск   | 1    | 4      | 2      | 7     |
| 9.      | Ленинград   | 1    | 3      |        | 4     |
| 10.     | Чита        | 1    | 1      | 1      | 3     |
| 11.     | Ижевск      | 1    | 1      |        | 2     |
| 12.     | Стерлитамак | 1    |        | 1      | 2     |
| 13.     | Кемерово    | 1    |        |        | 1     |
| 14.     | Видное      |      | 1      | 2      | 3     |
| 15.     | Волковыск   |      | 1      |        | 1     |
| 16.     | Егорьевск   |      |        | 1      | 1     |

См. также Личный чемпионат России по спидвею на льду.